# Titus Rutilius Varus
Titus Rutilius Varus war ein im 1. Jahrhundert n. Chr. lebender Angehöriger des römischen Ritterstandes (Eques). Durch eine Inschrift, die in Nola gefunden wurde, sind einige Positionen seiner Laufbahn bekannt.
Seine für einen Angehörigen des Ritterstandes übliche militärische Laufbahn (Tres militiae) bestand aus zwei Stationen: zunächst diente er als Tribunus militum in der Legio V Macedonica und daran anschließend war er Kommandeur (Praefectus) der Ala Bosporanorum. Danach übte er die zivilen Ämter des Quaestors (quaestor divi Vespasiani) und des Aedilis curulis aus. Darüber hinaus gehörte er zum Umfeld des Kaisers (comes imperatoris).
Varus war Patron in Nola; die Inschrift wurde ihm zu Ehren vom Stadtrat (decreto decurionum) errichtet.

## Datierung
Die Inschrift wird bei der Epigraphik-Datenbank Clauss-Slaby auf 81/100 datiert. Florian Matei-Popescu datiert seine militärische Laufbahn in die Regierungszeit von Nero (54–68).